# Puchar Świata w kolarstwie przełajowym 2012/2013
Puchar Świata w kolarstwie przełajowym w sezonie 2012/2013 to 20. edycja tej imprezy. Organizowany przez UCI, obejmował po osiem zawodów dla kobiet i mężczyzn. Pierwszy wyścig odbył się 21 października 2012 roku w czeskim Táborze, a ostatni 20 stycznia 2013 roku w holenderskim Hoogerheide. 
Trofeum sprzed roku bronili Belg Kevin Pauwels wśród mężczyzn oraz Holenderka Daphny van den Brand wśród kobiet. W tym sezonie triumfowali: inny reprezentant Belgii - Niels Albert wśród mężczyzn, a wśród kobiet najlepsza była Amerykanka Katie Compton.

## Wyniki

### Mężczyźni
| Lp | Miejscowość    | Data                 | 1. miejsce    | 2. miejsce        | 3. miejsce            |
| -- | -------------- | -------------------- | ------------- | ----------------- | --------------------- |
| 1. | Tábor          | 21 października 2012 | Kevin Pauwels | Lars van der Haar | Niels Albert          |
| 2. | Pilzno         | 28 października 2012 | Niels Albert  | Klaas Vantornout  | Kevin Pauwels         |
| 3. | Koksijde       | 24 listopada 2012    | Sven Nys      | Niels Albert      | Francis Mourey        |
| 4. | Roubaix        | 2 grudnia 2012       | Sven Nys      | Kevin Pauwels     | Niels Albert          |
| 5. | Namur          | 23 grudnia 2012      | Kevin Pauwels | Sven Nys          | Niels Albert          |
| 6. | Heusden-Zolder | 26 grudnia 2012      | Sven Nys      | Niels Albert      | Zdeněk Štybar         |
| 7. | Rzym           | 6 stycznia 2013      | Kevin Pauwels | Niels Albert      | Marco Aurelio Fontana |
| 8. | Hoogerheide    | 20 stycznia 2013     | Martin Bína   | Lars van der Haar | Simon Zahner          |

### Kobiety
| Lp | Miejscowość    | Data                 | 1. miejsce        | 2. miejsce        | 3. miejsce               |
| -- | -------------- | -------------------- | ----------------- | ----------------- | ------------------------ |
| 1. | Tábor          | 21 października 2012 | Sanne van Paassen | Katie Compton     | Helen Wyman              |
| 2. | Pilzno         | 28 października 2012 | Katie Compton     | Helen Wyman       | Nikki Harris             |
| 3. | Koksijde       | 24 listopada 2012    | Katie Compton     | Nikki Harris      | Sanne Cant               |
| 4. | Roubaix        | 2 grudnia 2012       | Katie Compton     | Sanne van Paassen | Jasmin Achermann         |
| 5. | Namur          | 23 grudnia 2012      | Katie Compton     | Kateřina Nash     | Marianne Vos             |
| 6. | Heusden-Zolder | 23 grudnia 2012      | Marianne Vos      | Katie Compton     | Sanne Cant               |
| 7. | Rzym           | 6 stycznia 2013      | Marianne Vos      | Katie Compton     | Kateřina Nash            |
| 8. | Hoogerheide    | 20 stycznia 2013     | Marianne Vos      | Sanne van Paassen | Christel Ferrier-Bruneau |

## Klasyfikacja generalna
| Lp. | Zawodnik            | Punkty |
| --- | ------------------- | ------ |
| 1.  | Niels Albert        | 540    |
| 2.  | Kevin Pauwels       | 515    |
| 3.  | Sven Nys            | 506    |
| 4.  | Lars van der Haar   | 411    |
| 5.  | Bart Aernouts       | 372    |
| 6.  | Radomír Šimůnek     | 361    |
| 7.  | Klaas Vantornout    | 356    |
| 8.  | Francis Mourey      | 348    |
| 9.  | Thijs van Amerongen | 318    |
| 10. | Simon Zahner        | 298    |

| Lp. | Zawodniczka              | Punkty |
| --- | ------------------------ | ------ |
| 1.  | Katie Compton            | 390    |
| 2.  | Sanne van Paassen        | 300    |
| 3.  | Nikki Harris             | 276    |
| 4.  | Helen Wyman              | 274    |
| 5.  | Sanne Cant               | 247    |
| 6.  | Marianne Vos             | 225    |
| 7.  | Jasmin Achermann         | 223    |
| 8.  | Christel Ferrier-Bruneau | 202    |
| 9.  | Lucie Chainel-Lefèvre    | 196    |
| 10. | Pavla Havlíková          | 165    |